# Metanothippus bicolor
Metanothippus bicolor is een hooiwagen uit de familie Assamiidae.